# Сипан (село)
Сипан (арм. Սիփան) — село в Арагацотнской области Армении.

## География
Село расположено в северной части марза, на расстоянии 48 километров к северо-западу от города Аштарак, административного центра области. Абсолютная высота — 2100 метров над уровнем моря.
Климат
Климат характеризуется как умеренно холодный, влажный (Dfb в классификации климатов Кёппена). Среднегодовая температура воздуха составляет 3,8 °C. Средняя температура самого холодного месяца (января) составляет −7,9 °С, самого жаркого месяца (августа) — 14,8 °С. Расчётная многолетняя норма атмосферных осадков — 576 мм. Наибольшее количество осадков выпадает в мае (100 мм).

## Население
| Год переписи | Население          | Население          | Население          | Население            | Население            | Население            |
| Год переписи | Наличное население | Наличное население | Наличное население | Постоянное население | Постоянное население | Постоянное население |
| Год переписи | Всего              | Мужчины            | Женщины            | Всего                | Мужчины              | Женщины              |
| ------------ | ------------------ | ------------------ | ------------------ | -------------------- | -------------------- | -------------------- |
| 2001         | 225                | 107                | 118                | 264                  | 123                  | 141                  |
| 2011         | 177                | 87                 | 90                 | 182                  | 88                   | 94                   |